# ČSD-Baureihe M 120.4
Die ČSD-Baureihe M 120.4 ist ein zweiachsiger Motortriebwagen für den Regionalverkehr der einstigen Tschechoslowakischen Staatsbahn (ČSD).

## Geschichte

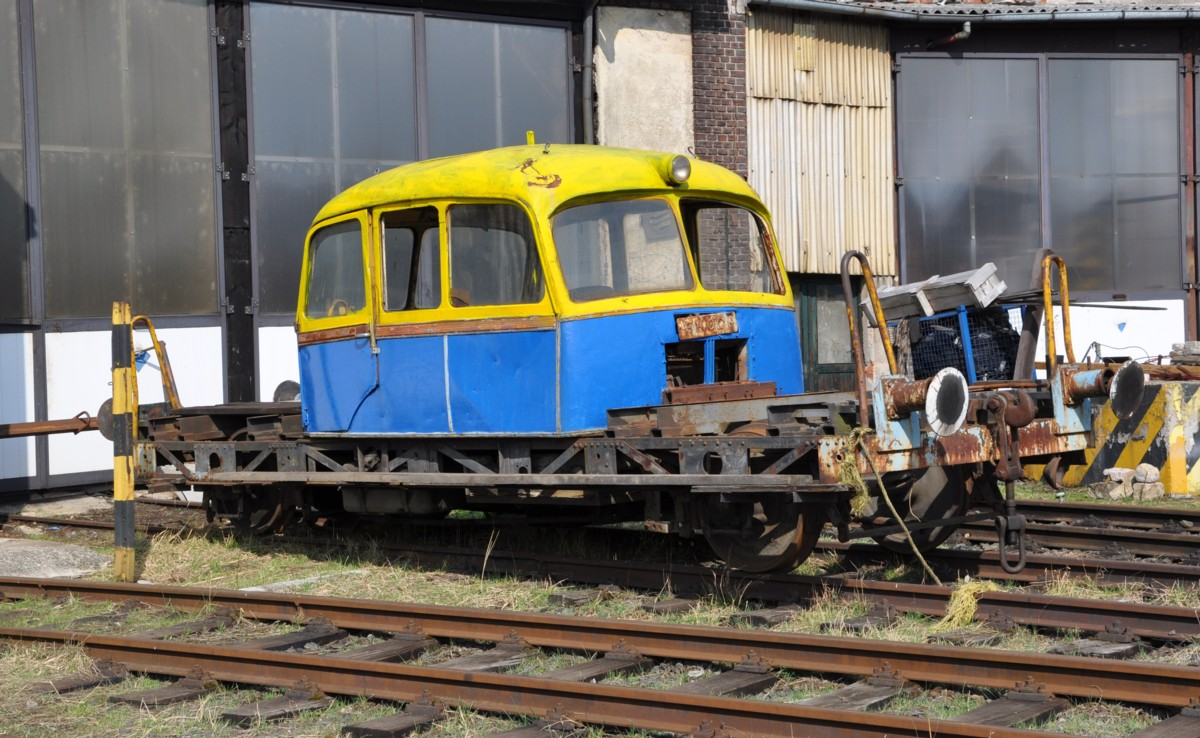
Rest eines M 120.4 im Eisenbahnmuseum Zdice (2011)

Entstanden war er nach einem Patent von Hans Ledwinka, der ein ganzes Team von Automobilkonstrukteuren an der Entwicklung von Schienenbussen leitete. Von ihnen stammt die Idee des Turmtriebwagens, bei dem ein einziger Führerstand mittig auf dem Dach eines Fahrzeuges angeordnet wurde. Zum ersten Mal wurde dieses Patent 1928 bei dem Bau der Vorgängerbaureihe M 120.3 angewandt. Für die Schmalspurbahnen der ČSD wurden die Turmtriebwagen in einer Schmalspurversion als Baureihe M 11.0 gebaut.
Von der Baureihe M 120.4 wurden von 1930 bis 1935 insgesamt 89 Fahrzeuge gebaut. Diese Triebwagen fuhren mit einem zweiachsigen Beiwagen CDI 4. Die Grundkonzeption dieser Baureihe hatte sich bewährt und wurde deshalb beim Bau weiterer Baureihen bis in die vierziger Jahre beibehalten.
Mit dem Erscheinen der Triebwagen der Reihe M 131.1, der ein besonders wartungs- und bedienungsfreundlicheres Getriebe hatte, wurden sie nach und nach von diesen ersetzt. 1965 dürfte das letzte Fahrzeug ausgemustert worden sein.
Erhalten blieben die Triebwagen M 120.417 im Technischen Nationalmuseum in Prag und M 120.485, der im Eisenbahnmuseum Křimov steht. Im Eisenbahnmuseum Zdice steht ein zur Draisine umgebauter Torso eines M 120.4. Außerdem sind einige Wagenkästen erhalten. Der Kasten des M 120.459 wurde seit der Verschrottung der Mechanik Mitte der 1950er Jahre in Šumperk privat genutzt. Im August 2021 wurde der Wagenkasten vom Muzeum Technickych Zajimovosti in Choceň geborgen, er wird für Ausstellungen wieder aufgebaut.

## Technische Merkmale

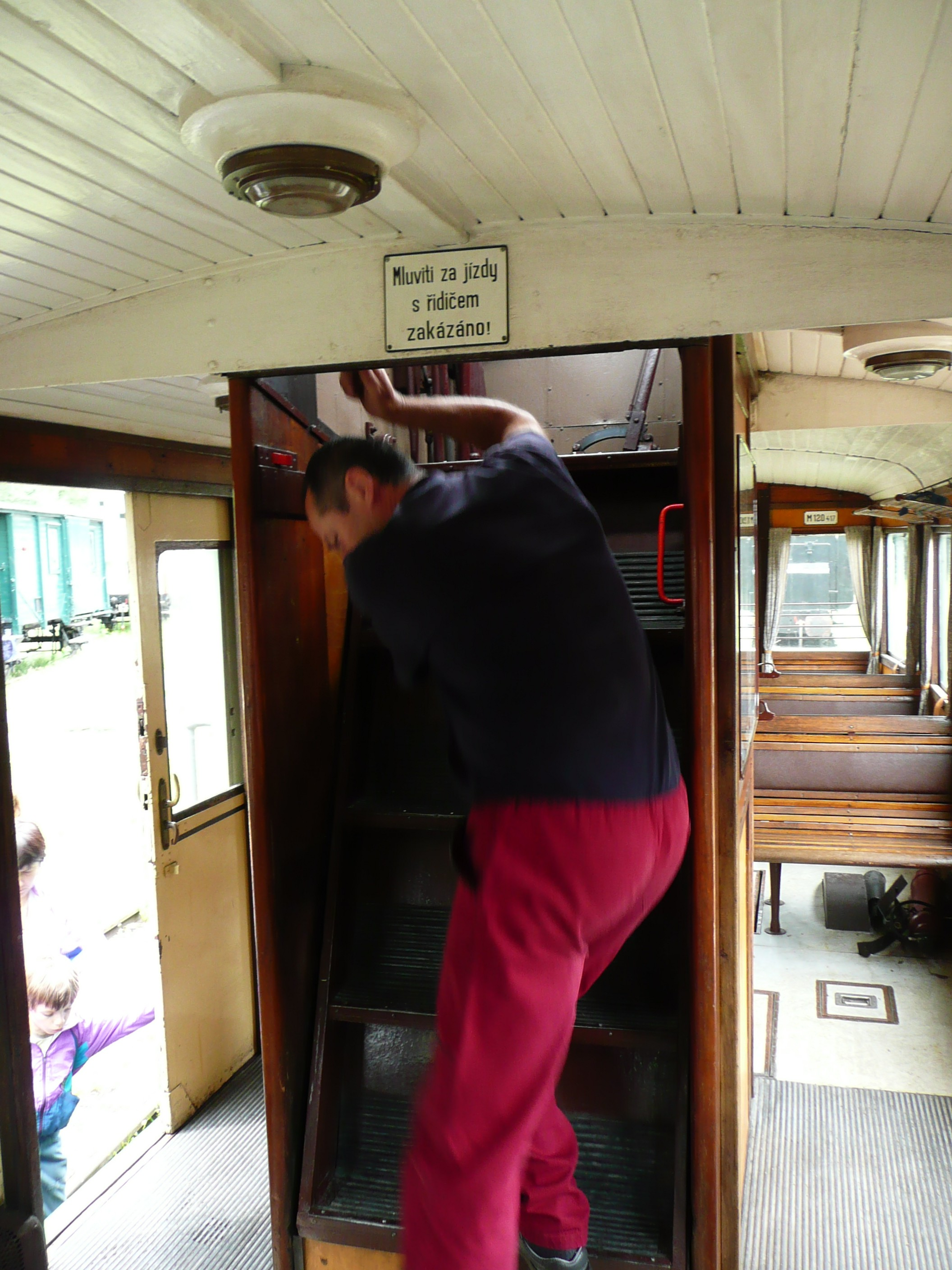
Der Lokführer verlässt den Führerstand des Triebwagens.

Ein drehbarer Sitz und der nach allen Seiten mit Fenstern versehene Turm-Führerstand ermöglichten dem Triebwagenführer eine ausreichende Sicht nach beiden Seiten.
Die Fahrzeuge hatten einen Sechszylinder-Unterflur-Benzinmotor der Marke Tatra. Später wurden Tatra-Dieselmotoren verwendet. Die Leistung des Motors wurde gegenüber der Vorgängervariante M 120.3 durch Erhöhung der Drehzahl von 73 auf 88 kW gesteigert. Die Änderung der Fahrtrichtung des Triebwagens wurde durch Änderung des Drehsinns des Motors erreicht. Hierzu griff mittels einer besonderen Vorrichtung eine zweite Nocke in die Nockenwelle. Der Motor wurde durch einen zweiten Starter in entgegengesetzter Drehrichtung angelassen.
Die Leistungsübertragung geschah durch ein mechanisches Vierstufenschaltgetriebe. Die Kraftübertragung erfolgte auf die Achse durch direkten Eingriff der einzelnen Übertragungsstufen über ein Stirnrad-Kegelradgetriebe. Das geschah in der Weise, dass durch eine Bandbremse die Zahnräder, die sich bisher ohne Eingriff frei gedreht hatten, entsprechend abgebremst wurden. Insgesamt gab es vier Geschwindigkeitsstufen, die durch das Wählen und Schalten einer der vier Bandbremsen eingestellt wurden.

## Einsatz
Die Fahrzeuge übernahmen den Dienst auf den zahlreichen Lokalbahnen der ČSD und bewährten sich bei dem Dienst zu verkehrsschwächeren Zeiten. Auf den zahlreichen Bergstrecken mit Steigungen bis 43 Promille wie der Teplitzer Semmeringbahn waren sie ebenso eingesetzt.

## Galerie

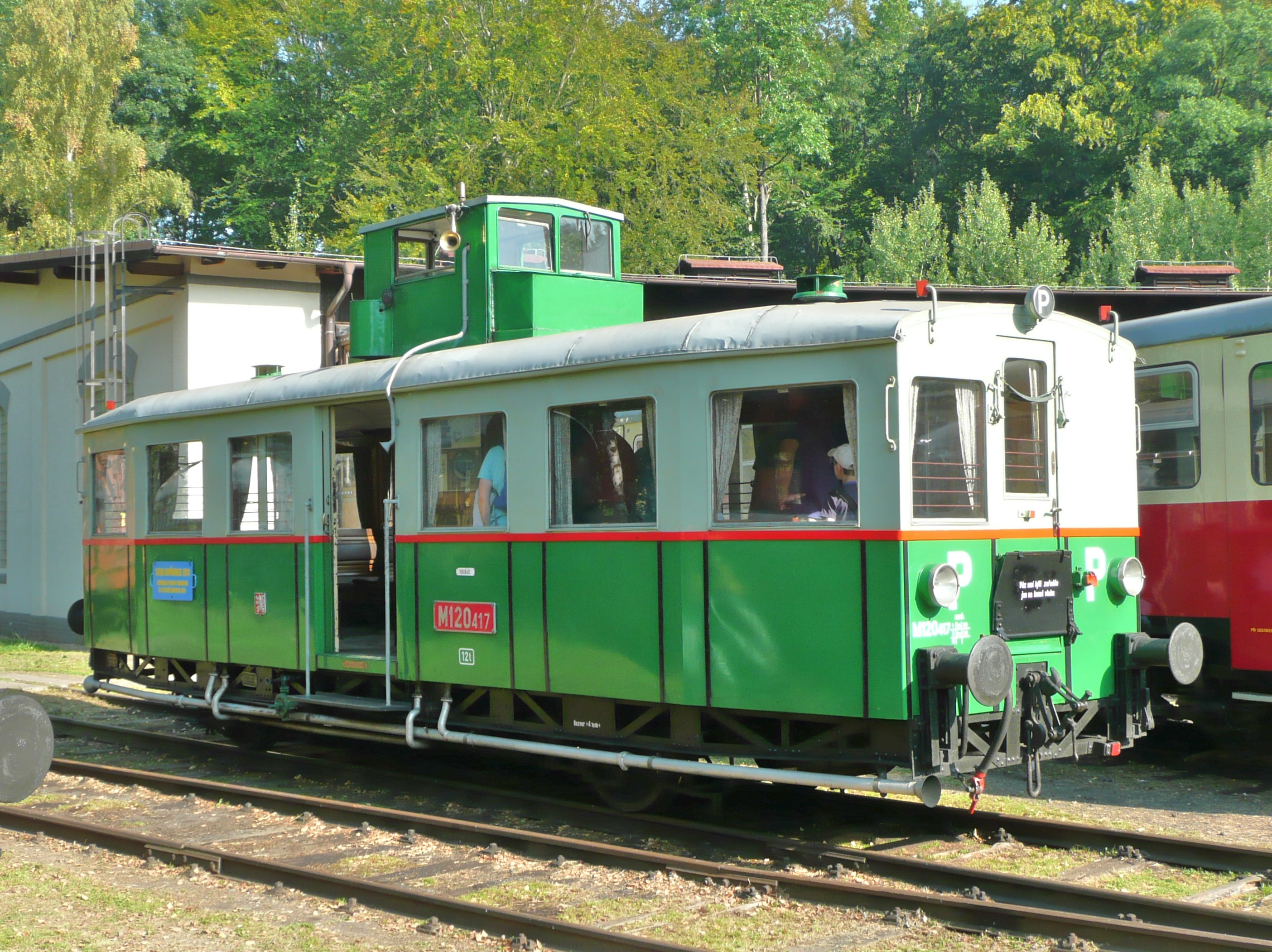
Vorderansicht des Triebwagens
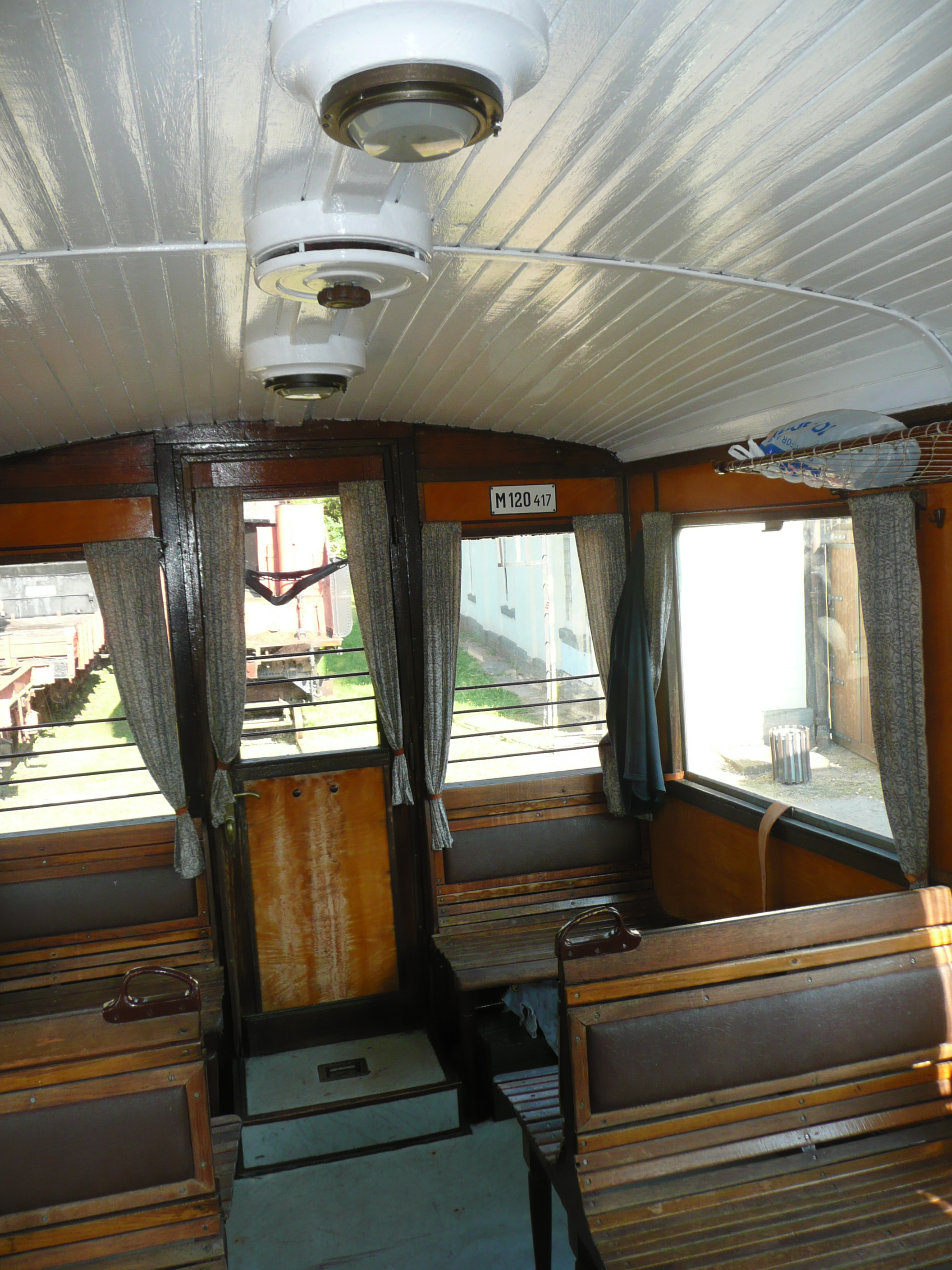
Innenansicht des Fahrgastraumes auf die Rückseite
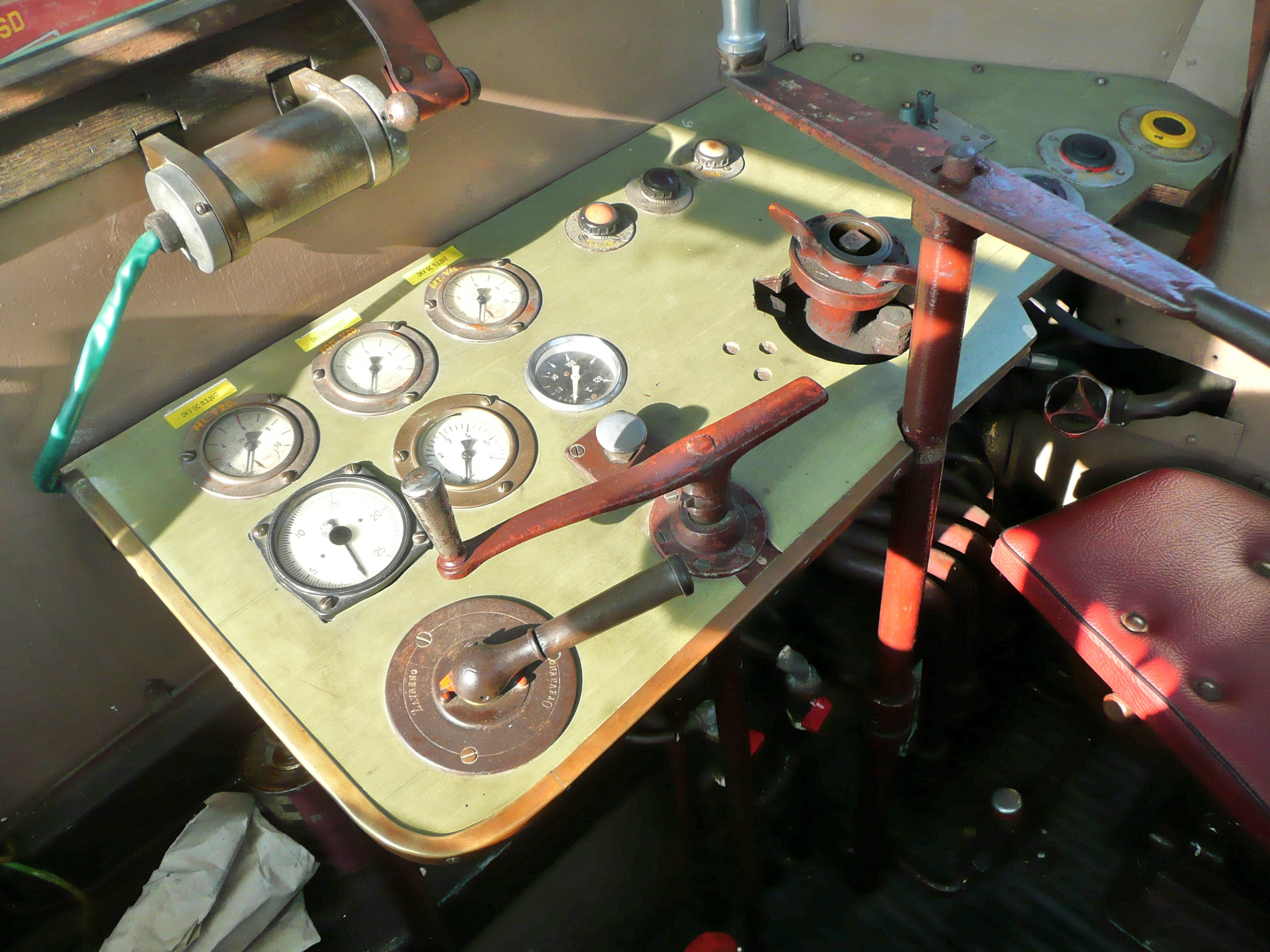
Ansicht des Führerpultes im Turm des Triebwagens
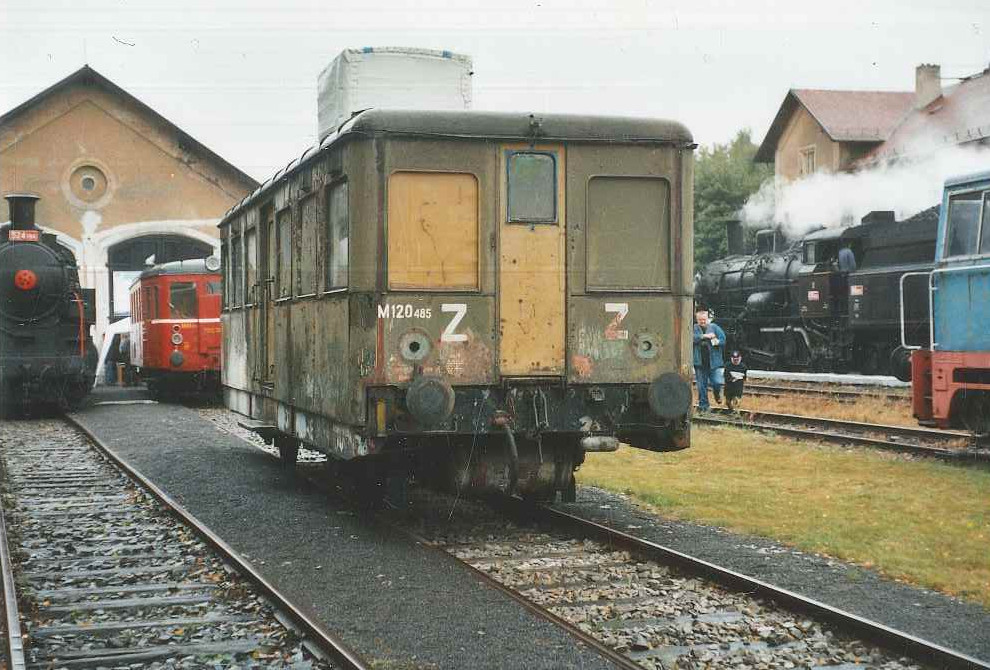
Foto von dem M 120.485 im Bahnhof Křimov (2003)